# Lista di rigassificatori
Di seguito viene riportato un elenco degli rigassificatori nel mondo:
| Nazione                                      | Località                   | Compagnia | Capacità di stoccaggio in m3 |
| Europa                                       |                            | |                              |
| Belgio                                       | Zeebrugge                  | Fluxis | 261.000                      |
| Francia                                      | Fos sur mer                | Gaz de France | 150.000                      |
| Francia                                      | Montoir de Bretagne        | Gaz de France | 360.000                      |
| Grecia                                       | Revithoussa                | DEPA | 130.000                      |
| Italia                                       | Panigaglia                 | GNL Italia - Snam | 100.000                      |
| Italia                                       | Porto Viro                 | Edison - Exxon - Qatar Petroleum                                                                                        | 250.000                      |
| Italia                                       | Toscana                    | OLT Offshore LNG Toscana                                                                                                |                              |
| Lituania                                     | Klaipėda                   | aperto dal 27-10-2014                                                                                                   | 200.000 -> 4 Mld m3/anno     |
| Polonia                                      | Świnoujście                | prevista apertura entro il 2015                                                                                         | 320.000 -> 5 Mld m3/anno     |
| Portogallo                                   | Sines                      | Transgas | 240.000                      |
| Spagna                                       | Barcellona                 | Enagás | 540.000                      |
| Spagna                                       | Huelva                     | Enagás | 160.000                      |
| Spagna                                       | Cartagena                  | Enagás | 270.000                      |
| Spagna                                       | Bilbao                     | Repsol, BPAmoco, EVE, Iberdrola                                                                                         | 300.000                      |
| Spagna                                       | Sagunto                    | Oman Oil, Unión Fenosa, Iberdrola, Endesa                                                                               | 300.000                      |
| Spagna                                       | Ferrol                     | Xunta de Galicia, Endesa Generación, Unión Fenosa Gas, Grupo Tojeiro, Caixa Galicia, Sonatrach, Banco Pastor, Caixanova | 300.000                      |
| Turchia                                      | Marmara Ereğlisi           | Botas | 255.000                      |
| Turchia                                      | Aliağa                     | Egegaz | 280.000                      |
| Regno Unito                                  | Isola di Grain             | Grain LNG Limited | 200.000                      |
| Regno Unito                                  | Milford Haven              | Dragon LNG | *                            |
| Asia                                         |                            | |                              |
| India                                        | Dahej                      | Petronet LNG Ltd | 320.000                      |
| Giappone                                     | Shin Minato                | Sendai Gas | 80.000                       |
| Giappone                                     | Higashi Niigata            | Tohoku Electric | 720.000                      |
| Giappone                                     | Futtsu                     | Tokyo Electric | 860.000                      |
| Giappone                                     | Sodegaura                  | Tokyo Electric, Tokyo Gas                                                                                               | 2.660.000                    |
| Giappone                                     | Higashi Ohgishima          | Tokyo Electric | 540.000                      |
| Giappone                                     | Negishi                    | Tokyo Electric, Tokyo Gas                                                                                               | 1.250.000                    |
| Giappone                                     | Sodeshi                    | Shimizu LNG, Shizuoka Gas                                                                                               | 177.200                      |
| Giappone                                     | Chita Kyodo                | Chubu Electric, Toho Gas                                                                                                | 300.000                      |
| Giappone                                     | Chita LNG                  | Chita LNG, Chubu Electric, Toho Gas                                                                                     | 640.000                      |
| Giappone                                     | Yokkaichi LNG Center       | Toho Gas | 320.000                      |
| Giappone                                     | Yokkaichi Works            | Chubu Electric | 160.000                      |
| Giappone                                     | Kawagoe                    | Chubu Electric | 480.000                      |
| Giappone                                     | Senboku                    | Osaka Gas | 180.000                      |
| Giappone                                     | Senboku II                 | Osaka Gas | 1.510.000                    |
| Giappone                                     | Himeji                     | Osaka Gas | 520.000                      |
| Giappone                                     | Himeji Joint               | Osaka Gas, Kansai Electric                                                                                              | 1.440.000                    |
| Giappone                                     | Hatsukaichi                | Hiroshima Gas | 170.000                      |
| Giappone                                     | Yanai                      | Chuboku Electric | 480.000                      |
| Giappone                                     | Ohita                      | Ohita LNG, Kyushu Electric Kyushu Oil, Ohita Gas                                                                        | 460.000                      |
| Giappone                                     | Tobata                     | Kita Kyushu LNG, Kyushu Electric, Nippon Steel                                                                          | 480.000                      |
| Giappone                                     | Fukuoka                    | Saibu Gas | 70.000                       |
| Giappone                                     | Kagoshima                  | Kagoshima Gas | 36.000                       |
| Giappone                                     | Chida Midorihama           | Toho Gas | 200.000                      |
| Corea del Sud                                | Pyeong Tael                | Kogas | 1.000.000                    |
| Corea del Sud                                | Incheon                    | Kogas | 1.280.000                    |
| Corea del Sud                                | Tongyeong                  | Kogas | 980.000                      |
| Corea del Sud                                | Gwangyang                  | POSCO | 200.000                      |
| Taiwan                                       | Yung-An                    | CPC | 430.000                      |
| Nord America                                 |                            | |                              |
| Stati Uniti                                  | Everett                    | Distrigas, Tractebel | 160.000                      |
| Stati Uniti                                  | Cove Point                 | Dominion | 370.000                      |
| Stati Uniti                                  | Elba island                | Southern LNG | 190.000                      |
| Stati Uniti                                  | Lake Charles               | CMB Energy | 285.000                      |
| Stati Uniti                                  | Gulf Gateway Energy Bridge | Excelerate | *                            |
| America centrale                             |                            | |                              |
| Repubblica Dominicana                        | AEB Los Mina               | AEB Corporation | 160.000                      |
| Porto Rico                                   | EcoElectricta              | Edison Mission, Energy, Gas Natural                                                                                     | 160.000                      |
| * Rigassificatori attualmente in costruzione |                            | |                              |